# Parafia Podwyższenia Krzyża Świętego w Krakowie (Podgórze Duchackie)
 Parafia Podwyższenia Krzyża Świętego w Krakowie – rzymskokatolicka parafia położona przy ul. W. Witosa 9 w Krakowie. Parafia należy do dekanatu Kraków-Borek Fałęcki w archidiecezji krakowskiej.

## Historia parafii
Historia parafii Podwyższenia Krzyża Świętego na osiedlu Kurdwanów rozpoczęła się w 1984 roku. Osiedle administracyjnie należało do parafii Wróblowice, natomiast opiekę duszpasterską sprawował od roku 1983 ks. proboszcz Parafii Najświętszego Serca Pana Jezusa w Łagiewnikach.
Ksiądz posłany przez kard. Franciszka Macharskiego z zadaniem tworzenia nowego ośrodka duszpasterskiego i budowy kościoła na osiedlu Kraków Kurdwanów. 28 czerwca 1984 roku zamieszkał w mieszkaniu przy ul. Halszki 7/10,  które było własnością Bogusława Grzybka, organisty z Bazyliki Mariackiej. Od września 1989 roku przeprowadził się do nowo wybudowanej plebanii.
Dekretem z 20 stycznia 1990 roku, który nabrał mocy 2 lutego 1990 roku, ks kard. Franciszek Macharski erygował Parafię Podwyższenia Krzyża Świętego. Pierwszym proboszczem parafii został mianowany ks. Jan Mrowca.

### Kościół parafialny
21 marca 1985 roku rozpoczęto prace przy układaniu dojścia na plac budowy. Natomiast 4 kwietnia 1985 roku w Wielki Piątek, poświęcony i postawiony został krzyż na placu pod budowę kościoła. 29 stycznia 1986 roku Urząd Dzielnicowy Kraków Podgórze wydał „Decyzję o miejscu i warunkach  realizacji inwestycji” – budowy nowego kościoła.

## Wspólnota parafialna
- Rada parafialna
- Żywy Różaniec
- Domowy Kościół
- Służba liturgiczna
- Neokatechumenat
- Bractwo Trzeźwości
- Ruch Światło-Życie
- Oaza Dzieci Bożych
- Stowarzyszenie rodzin katolickich
- Chór parafialny
- Wiara i Światło
- Schola parafialna
- Krąg biblijny

## Duszpasterze
- proboszcz: ks. Dariusz Firszt
- wikariusze: ks. dr Tomasz Białoń, ks. Ryszard Ptak
- pomoc duszpasterska: ks. Piotr Anielski[1]
- rezydent: ks. Jan Mrowca (emerytowany proboszcz)[1], ks. Andrzej Kuliga, ks. Franciszek Kuliga[1]

## Terytorium parafialne
Ulice: Bojki, Bujaka, Daliowa, Filipowicza, Halszki, Kordiana bloki oraz nry 6, 6a, 10, 12, 16, 18, 26, 30, Łowienicka, Nazaretańska, Pagórkowa, Stojałowskiego, Storczykowa, Turniejowa bloki oraz nry 67, 69, 72, Witosa, Wysłouchów, Żaka

## Msze święte
- w niedziele i święta: 7:00, 8:30, 10:00, 11:30, 13:00, 14:15, 17:00, 19:00
- w święta zniesione: 6:30,7:15,16:00,17:00,18:00,19:00.
- w dni powszednie: 6:30, 7.00, 18.00
- w pierwsze piątki miesiąca dodatkowo o 19:00

## Odpust
- 14 września